# إريك سيلفا
إريك سيلفا (بالبرتغالية: Erick Silva) هو فنان قتال مختلط برازيلي، ولد في 21 يونيو 1984 في فيلا فاليا في البرازيل.

## وصلات خارجية
- الموقع الرسمي
- إريك سيلفا على موقع بيلاتور (الإنجليزية)
- إريك سيلفا على موقع شيردوغ (الإنجليزية)
- إريك سيلفا على موقع Tapology.com (الإنجليزية)
- إريك سيلفا على موقع IMDb (الإنجليزية)